# 逃げる女 (1999年のテレビドラマ)
『逃げる女』（にげるおんな）は、日本テレビ系列の『火曜サスペンス劇場』枠で放映された2時間ドラマ。1999年1月5日放送。
亡き娘の敵への復讐殺人に走る女と、追う刑事との、岩手県を舞台とした追跡劇である。

## あらすじ
画家の中川が刺殺され、築地東署が捜査に動く。被疑者として、中川が講師をしていた絵画教室の生徒・貴島亜希子が浮かび指名手配がかかった。亜希子の周辺捜査から意外な事実が浮かんだ。3年前、亜希子と一人娘・優美が、通りがかりに現金輸送車襲撃の現場に遭遇し、2人組の犯人が発砲した流れ弾で、優美が被弾し死亡していた。使用された拳銃は、事件の直前に、警ら中の巡査の志賀が襲撃されて奪われたものだった。
亜希子が岩手に潜伏していたことが分かり、工藤刑事は盛岡市に向かう。しかし、潜伏先のホテルからは逃亡済みであり、部屋の遺留物には地元の新聞があった。東京で事件を起こして逃亡中なら全国紙を読むはず。なぜ亜希子は土地鑑の無い岩手に逃げてきたのか。疑問を抱いた工藤は東京に戻って現金輸送車襲撃事件との接点を調べる。結果、襲撃事件当時、中川が岩手出身の佐々木という男と付き合いがあったことが分かり、工藤は、中川と佐々木が現金輸送車襲撃犯人であり、中川の殺害は亜希子による復讐ではないかとにらんだ。
そして、襲撃犯が残した毛髪のDNA鑑定から工藤の推理が証明され、本格的に岩手県内に包囲網が敷かれた。亜希子は次のターゲットの佐々木を仕留め、宮古市に移動していた。奪われた拳銃で足を撃たれて退職した志賀が、妻の実家のある田老町で漁師をしていた。その志賀も、実は現金輸送車襲撃事件に一枚噛んでいた。 亜希子は最後のターゲットである志賀のもとへ向かう。そして、復讐劇の阻止のために工藤も動く。

## キャスト
- 貴島亜希子（殺人犯）：手塚理美
- 工藤恒平（築地東署刑事）：根津甚八
- 志賀敏男（漁師。元警官）：中本賢
- 中川晴治（画家。殺人被害者）：西村譲
- 佐々木登（岩手の不動産業者）：三浦賢二
- 村山辰郎（岩手県警刑事）：上田耕一
- 友部明夫（築地東署刑事）：筒井巧
- 貴島康代（亜希子の母）：中原早苗
- 奥田啓三：三田村賢二
- 二見雅彦（亜希子の元夫）：石井洋祐
- 二見優美（亜希子の亡き娘）：白肌真理
- 高森透：藤田宗久
- 小池榮、那須佐代子、高山千草、加藤満、吉谷彩子　ほか

## スタッフ
- ロケ協力：岩手県観光連盟、田老町、岩手県警察本部、東日本旅客鉄道盛岡支社、三陸鉄道　ほか
- 脚本：坂田義和
- 監督：猪崎宣昭
- 音楽：糸川玲子
- 選曲：合田豊
- 劇中絵画：大森隆義
- 技術協力：バル・エンタープライズ
- 編集：ザ・チューブ、T2R
- 企画：長富忠裕
- チーフプロデューサー：重松修
- プロデューサー：佐光千尋（日テレ）、淵沢行則（テレビ岩手）、安倍夏彦（ユニオン映画）
- 制作プロダクション：ユニオン映画
- 制作著作：テレビ岩手